# .jp
.jp е интернет домейн от първо ниво за Япония.
Администрира се от Japan Registry Service. Регистрациите с домейн .jp са позволени, само ако желаещият има физически адрес в Япония.

## Домейни от второ ниво
- ac.jp:
- ad.jp:
- co.jp:
- ed.jp:
- go.jp:
- gr.jp:
- lg.jp:
- ne.jp:
- or.jp: